# Jezioro wilków
Jezioro wilków (ang. Wolf Lake, 2001–2002) – amerykańsko-kanadyjski serial science fiction stworzony przez Johna Leekleya. Wyprodukowany przez Cherry Pie Productions, Big Ticket Television i CBS Television Distribution.
Światowa premiera serialu miała miejsce 19 września 2001 roku na kanale CBS. Ostatni odcinek został wyemitowany 1 maja 2002 roku. W Polsce serial nadawany był dawniej na kanale TVN 7.

## Obsada
- Lou Diamond Phillips jako John Kanin
- Tim Matheson jako szeryf Matthew „Matt” Donner
- Graham Greene jako Sherman Blackstone
- Sharon Lawrence jako Vivian „V” Cates
- Scott Bairstow jako Tyler Creed
- Mia Kirshner jako Ruby Wilder/Cates/Creed
- Bruce McGill jako Willard „Will” Cates
- Paul Wesley jako Lucas „Luke” Cates
- Mary Elizabeth Winstead jako Sophia Donner
- Kellie Waymire jako Miranda Devereaux
- Fiona Scott jako Presley
- Carmen Moore jako Molly
- Christian Bocher jako Buddy Hooks

## Spis odcinków
| N/o            | Tytuł angielski            |
| -------------- | -------------------------- |
|                |                            |
| SERIA PIERWSZA |                            |
|                |                            |
| 01             | Meat The Parents           |
|                |                            |
| 02             | The Changing               |
|                |                            |
| 03             | Soup to Nuts               |
|                |                            |
| 04             | Tastes Like Chicken        |
|                |                            |
| 05             | Excitable Boy              |
|                |                            |
| 06             | Four Feet Under            |
|                |                            |
| 07             | Leader of the Pack         |
|                |                            |
| 08             | Legend of Lost Lenore      |
|                |                            |
| 09             | If These Wolves Could Talk |
|                |                            |